# Copenhagen Pride
Copenhagen Pride är en sedan 1996 årligen återkommande Pridefestival i Köpenhamn, Danmark. Det är Danmarks största Pridefestival.

## Historik

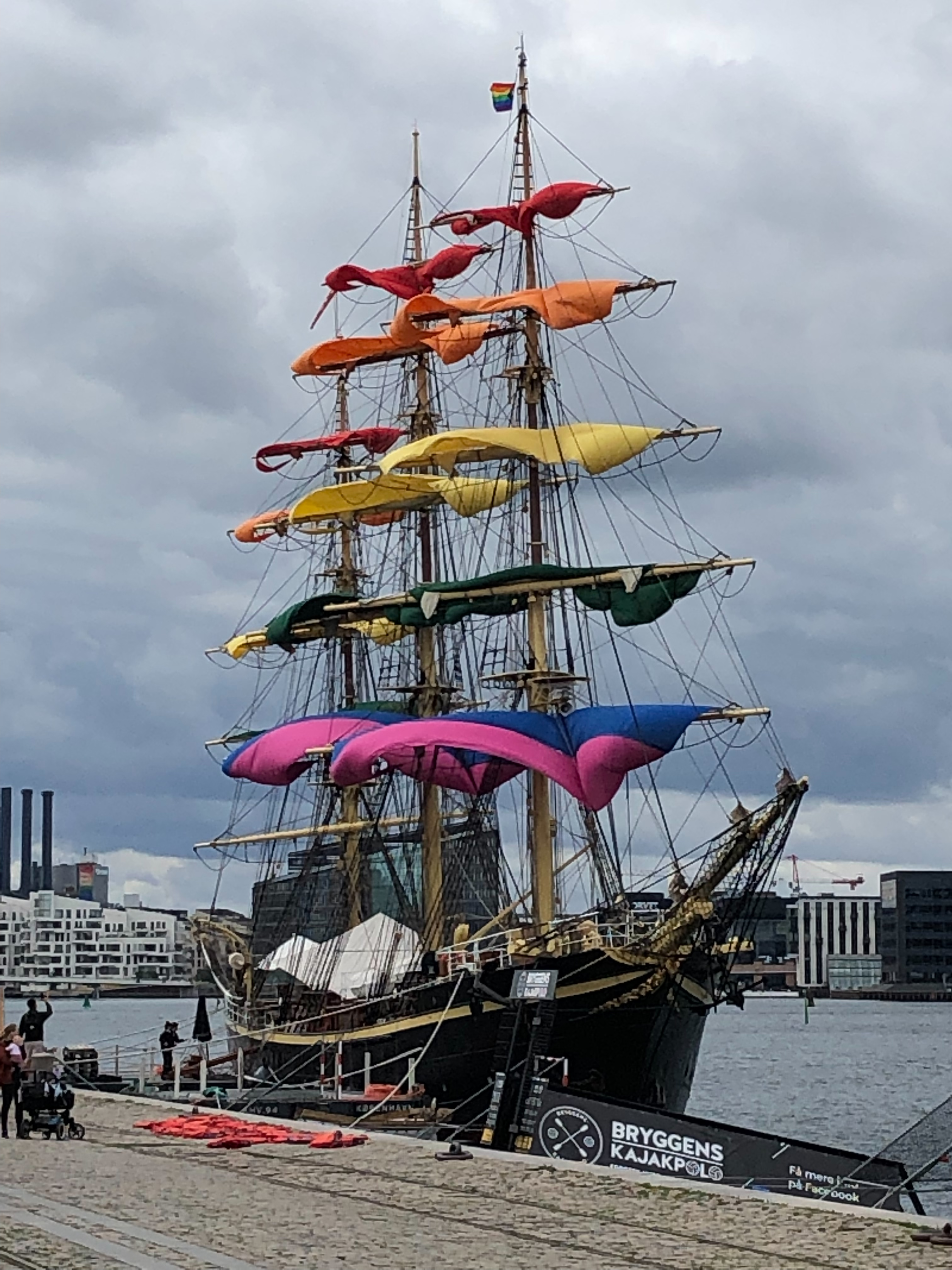
Fartyg med segel i regnbågens färger under Worldpride 2021

Köpenhamn har en historia av mindre prideparader sedan 1970-talet. I samband med att Köpenhamn var Europeisk kulturhuvudstad tillika värd för Europride under 1996 grundlades det som i dag är känt som Copenhagen Pride. Mellan 1998 och 2004 gick festivalen under olika varianter av namnet Mermaid Pride, vilket alluderade till statyn Den lille havsfrue från 1913 av Edvard Eriksen och som är placerad i stadens hamn.
Efter att inledningsvis ha ägt rum i juni månad, äger festivalen sedan 1999 i stället rum i augusti. Paraden uppmärksammades 2001 då flera unga män kastade sten mot paradtåget, något som resulterade i en dialog mellan polisen, arrangörerna och ungdomarnas vårdnadshavare.
Pridefestivalen 2009 samarrangerades med World Outgames, ett internationellt sportevenemang inom HBTQ-rörelsen. Sedan 2015 arrangerar Copenhagen Pride även en festival under vinterhalvåret, kallad Winter Pride. Det är ett arrangemang som i högre grad fokuserar kring samtal, paneldebatter, föreläsningar etc.
Tillsammans med idrottsorganisationen Pan Idræt grundade Copenhagen Pride föreningen Happy Copenhagen 2015. Syftet med att gå samman i Happy Copenhagen var att få såväl Worldpride som Eurogames till Köpenhamnsregionen. Något som lyckades när Köpenhamn tillsammans med Malmö stod värd för Worldpride och Eurogames 2021. Arrangörer var Copenhagen Pride och Pan Idræt genom Happy Copenhagen samt Malmö Pride.